# Michael Helwig
Michael Helwig (* 24. April 1663 in Flemmingen bei Altenburg; † 11. Mai 1738 in Helmstedt) war ein deutscher Bildhauer und Holzschnitzer.

## Leben
Er war Sohn des Pachtinhabers Wolfgang Helwig. 1704 zog er nach Helmstedt in das Haus Kybitzstraße 25 (⊙), welches Johann Eisenhart gehörte, Professor der Rechtswissenschaften an der Universität Helmstedt. Helwig zahlte am 16. Oktober 1704 das Bürgergeld. Noch am gleichen Tag hat er „die Brauergilde gewonnen“. Am 4. November 1704 heiratete er in der Sankt-Stephani-Kirche die Witwe Dorothea Margr. Holte, geborene Glunke.
1707 erwarb er das Haus in der Kybitzstraße von Catharina Maria Eisenhart, der Witwe des verstorbenen Professor Johann Eisenhart. 1726 veräußerte er das Haus an Catharina Tieck, wohnte dort jedoch weiterhin.
Nachdem seine Frau am 1. April 1731 im Alter von 67 Jahren kinderlos verstorben war, heiratete er am 19. Februar 1732 wieder in der Stephanikirche die Witwe Anna Dorothea Wendemuth, geborene Carwehl. Auch diese Ehe blieb kinderlos. Michael Helwig verstarb sechs Jahre später im Haus Kybitzstraße 25 und wurde auf dem Kirchhof der Sankt-Walpurgis-Kirche beigesetzt.

## Werke
Helwig schuf diverse Holzschnitzarbeiten für Kirchen im ostfälischen Raum. Hinzu kamen steinerne Grabmale und Epitaphe. Seine Werke entstanden im Stil des Barock. Die Arbeiten selbst nahm er gemeinsam mit seinen Gehilfen in seiner Werkstatt vor, die sich auf dem Hof seines Wohnhauses befand. Nach Fertigstellung wurden die Stücke dann zu ihrem Bestimmungsort gebracht. Sein letztes bekanntes Werk stammt aus dem Jahr 1726, dann scheint er sich zur Ruhe gesetzt zu haben.
Zumindest für zwei seiner Arbeiten sind Rechnungen erhalten geblieben. Für die Schnitzereien an einer Prieche in Langenweddingen 1708 wurden ihm 110 Taler gezahlt. Für seine letzte Arbeit 1726, eine Altarwand für Klein Dahlum, erhielt er 102 Taler und 24 Groschen.

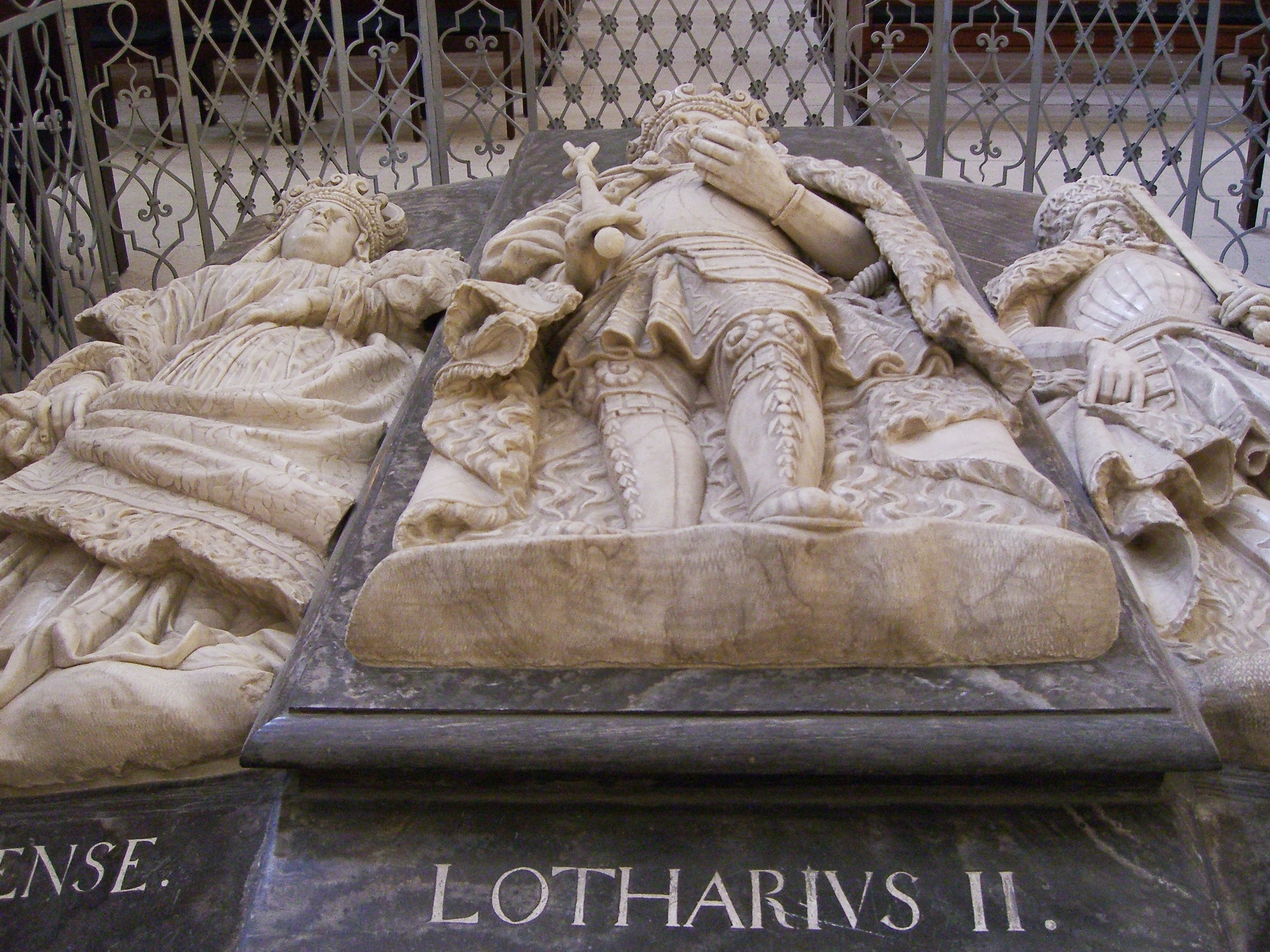
Grabskulptur im Kaiserdom Königslutter (Lothar III., seine Frau Richenza und ihr Schwiegersohn Heinrich der Stolze)

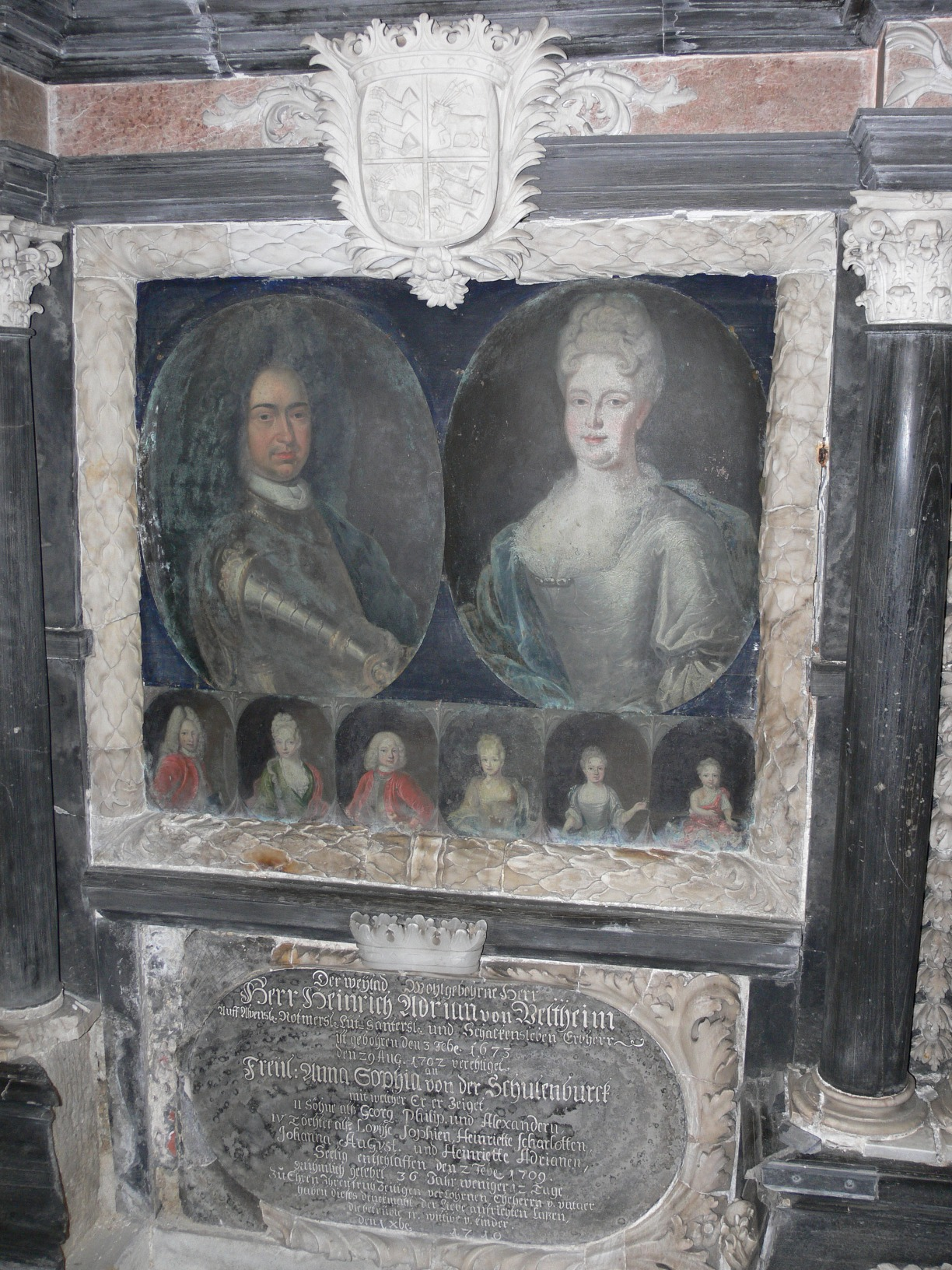
Epitaph von Veltheim in der Sankt-Jakobus-Kirche in Rottmersleben

- Altar, Sankt-Maria-und-Johannes-Kirche Falkenberg (Altmark), Holzschnitzarbeit, 1692
- Altar, Sankt-Stephanus-Kirche Schnarsleben, Holzschnitzarbeit, 1693
- Kanzel, Sankt-Stephanus-Kirche Schnarsleben, Holzschnitzarbeit, 1694
- Allianzwappen, Schloss Hundisburg, 1696
- Epitaph von Alvensleben, Schloßkirche Erxleben, 1700
- Altar, Sankt Stephani Groß Ottersleben, 1704
- schwarzes Marmor-Epitaph für stud. J.C. Winkler, ehemalige Collegienkirche, Helmstedt, 1705
- Kanzel und Prieche, Sankt-Georg-Kirche Langenweddingen, Holzschnitzarbeit, 1708
- Altar, Sankt-Paulus-Kirche Wormsdorf, Holzschnitzarbeit, 1708
- Kaisergrab im Dom von Königslutter, 1708 (signiert)
- Epitaph von Alvensleben, Eichenbarleben, 1709 (signiert)
- Epitaph von Veltheim, Sankt Jakobus Rottmersleben, 1709 (signiert)
- Epitaph für Marie Elis. Köhler, Sankt Marienberg, Helmstedt, 1711
- Altar, Stadtkirche Egeln, Holzschnitzarbeit, 1712 (signiert)
- Altar, Bahrdorf, Holzschnitzarbeit, 1713
- Epitaph für Prof. Dr. jur. Andr. Homburg, Sankt Stephani, Helmstedt, 1714
- Epitaph für Friederike Elisabeth von Alvensleben, geborene von Bismarck, Sankt-Petri-Kirche Eimersleben, 1715
- Epitaph für Eleonore Cath. Lamprecht, Bahrdorf, 1716
- Kanzelaltar, Sommersdorf, Holzschnitzarbeit, 1718
- Altarwand, Esbeck, Holzschnitzarbeit, 1718
- Schnitzwerk am Altar, Sankt Jakobus Rottmersleben, 1718
- Kanzelaltar, Klein Biewende, Holzschnitzarbeit, 1718
- Altar und Kanzel, St. Ludgeri in Alleringersleben, Holzschnitzarbeit, 1718
- Altar, Sankt-Maria-Kirche Hakenstedt, Holzschnitzarbeit, 1718
- Epitaph für Friedrich Wilhelm von der Schulenburg, Sankt-Georg-Kirche Emden (Kreis Haldensleben), 1720 (signiert)
- Altar und Kanzel, signiert, Dorfkirche Ferchlipp, Holzschnitzarbeit, 1721
- Kanzelaltar, Sankt Petrus Morsleben, Holzschnitzarbeit, 1722
- Altar und Kanzel, Wobeck, Holzschnitzarbeit, 1722
- Holz-Epitaph für Catharina Cuno, Kirche Sankt Marienberg, Helmstedt, 1724
- Altarwand, Klein Dahlum, Holzschnitzarbeit, 1726